# Hylomyscus grandis
Hylomyscus grandis is een knaagdier uit het geslacht Hylomyscus dat voorkomt op Mount Oku in Kameroen. Samen met H. aeta vormt deze soort de H. aeta-groep. H. grandis werd oorspronkelijk als een ondersoort van H. aeta beschreven, maar heeft een grotere schedel en grotere kiezen dan die soort, zodat hij nu als een aparte soort wordt erkend. H. grandis is niet het enige zoogdier dat endemisch is op Mount Oku: ook Lophuromys dieterleni, Lamottemys okuensis en Lemniscomys mittendorfi komen alleen op de berg voor.